# Beargarden

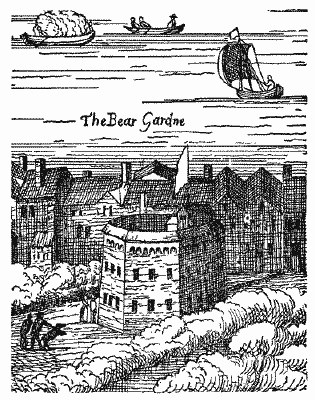
Il Beargarden dalla "Mappa di Londra" di Claes Jansz Visscher, a. 1616.

Beargarden (lett. "giardino degli orsi" in lingua inglese) era lo stabile londinese deputato agli spettacoli con gli animali (bull-baiting, bear-baiting, combattimento di cani, combattimento di galli) attivo dall'Età elisabettiana alla Restaurazione inglese. Era ubicato a Bankside, nel Southwark della City.